# Staurothyone rosacea
Staurothyone rosacea is een zeekomkommer uit de familie Cucumariidae.
De wetenschappelijke naam van de soort werd in 1869 gepubliceerd door Karl Semper.